# Эдип (Корнель)

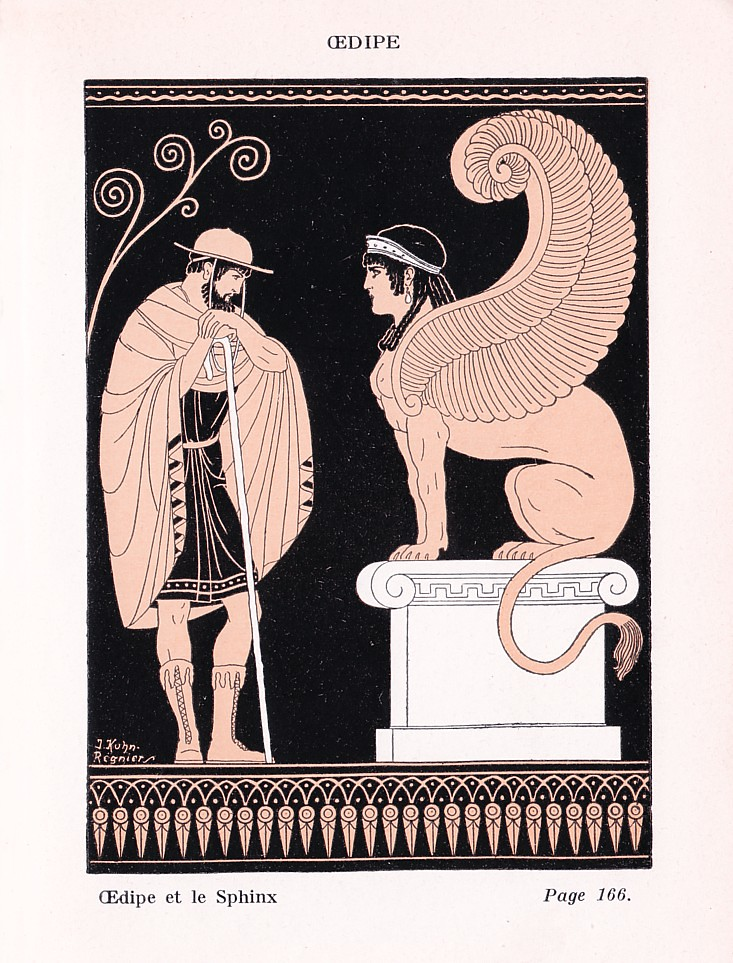
Зарисовка "Эдип и Сфинкс" 1936 года

«Эдип» (фр. Œdipe) — трагедия в стихах французского драматурга Пьера Корнеля, впервые поставленная на сцене в 1659 году.
«Эдип» стал первой пьесой Корнеля после семилетнего перерыва, связанного со сценическим провалом «Пертарита». Трагедия была написана по заказу министра финансов Николя Фуке на сюжет из греческой мифологии: фиванский царевич по воле судьбы убивает отца и женится на собственной матери, а когда понимает, что наделал, ослепляет себя. В отличие от пьес других авторов на эту тему, у Корнеля все персонажи трагедии не знают своей судьбы.
Трагедия получилась слабой, но всё же имела успех у публики.